# Tusitala lutzi
Tusitala lutzi là một loài nhện trong họ Salticidae.
Loài này thuộc chi Tusitala. Tusitala lutzi được Roger de Lessert miêu tả năm 1927.